# Not the Wizard of Oz XXX
Not the Wizard of Oz XXX ist eine US-amerikanische Pornoparodie auf den Film Der Zauberer von Oz. Der Film wurde im Jahr 2014 auf DVD und Blu-ray veröffentlicht. Der Film wurde bei den AVN Awards 2014 in vier Kategorien ausgezeichnet.

## Handlung
Dorothy lebt in Kansas bei ihrer Tante und ihrem Onkel auf einer Farm. Nach einem Streit beschließt Dorothy, von zu Hause wegzugehen. Auf ihrer Reise durch den Smaragdwald trifft sie eine Vogelscheuche, eine Blechfigur und einen Löwen. Gemeinsam versuchen sie sich gegen die sexuellen Übergriffe einer grünen Hexe zu wehren. Am Ende ihrer Entdeckungsreise erwacht Dorothy in ihrem Bett in Kansas. Als sie ihrer Tante und ihrem Onkel von ihren Abenteuern in ‚Oz‘ erzählen möchte, glauben diese ihr nicht und meinen, dies sei nur ein Traum gewesen.

## Szenen
- Szene 1: Nina Hartley, Kurt Lockwood
- Szene 2: Maddy O’Reilly
- Szene 3: Stella Marie, Eric John
- Szene 4: Alexis Adams, Eric Swiss
- Szene 5: Maddy O’Reilly, Seth Gamble
- Szene 6: Brandy Aniston, Dick Chibbler
- Szene 7: Anikka Albrite, Maddy O’Reilly, Kurt Lockwood

## Wissenswertes
- Die DVD enthält eine 33-minütige Non-Sex-Version des Films.
- Der Film ist bei den XBiz Awards in 12 Kategorien nominiert.
- Der Film enthält Musical-Szenen.

## Auszeichnungen
- 2014: AVN Award – Best Supporting Actress (Brandy Aniston)
- 2014: AVN Award – Best Director: Parody (Will Ryder)
- 2014: AVN Award – Best Solo Sex Scene (Maddy O’Reilly)
- 2014: AVN Award – Best Original Song